# Elisabeth Eberl
Elisabeth Eberl, född 25 mars 1988, är en friidrottare från Österrike. Hon deltog vid olympiska sommarspelen 2012.